# Storm Hunter
Storm Hunter (født Storm Sanders den 11. august 1994 i Rockhampton, Australien) er en professionel tennisspiller fra Australien.